# Dyskografia Natalii Kukulskiej
Dyskografia Natalii Kukulskiej – dyskografia polskiej piosenkarki Natalii Kukulskiej obejmuje 15 albumów (w tym jeden świąteczny) 1 minialbum, 53 single oraz 42 teledyski.

## Albumy studyjne
| Rok                        | Album | Pozycja na liście | Certyfikat                 | Sprzedaż        |
| Rok                        | Album | POL               | Certyfikat                 | Sprzedaż        |
| -------------------------- | --- | ----------------- | -------------------------- | --------------- |
| 1986                       | Natalia - Data: 10 czerwca 1986 - Wydawca: Polskie Nagrania - Format: CD, kaseta                              | –                 |                            |                 |
| 1987                       | Bajki Natalki - Data: 1987 - Wydawca: Polskie Nagrania - Format: CD, kaseta                                   | –                 |                            |                 |
| 1991                       | Najpiękniejsze kolędy - Data: 1991 - Wydawca: Poker Sound - Format: CD, kaseta                                | –                 |                            |                 |
| 1996                       | Światło - Data: 26 października 1996 - Wydawca: PolyGram - Format: CD, kaseta                                 | –                 | - ZPAV: złota płyta        | - POL: 50 000+  |
| 1997                       | Puls - Data: 19 października 1997 - Wydawca: Universal Music Polska - Format: CD, kaseta                      | –                 | - ZPAV: platynowa płyta    | - POL: 100 000+ |
| 1999                       | Autoportret - Data: 1 marca 1999 - Wydawca: PolyGram - Format: CD, kaseta                                     | –                 | - ZPAV: złota płyta        | - POL: 50 000+  |
| 2001                       | Tobie - Data: 23 kwietnia 2001 - Wydawca: Universal Music Polska - Format: CD, kaseta                         | 1                 |                            |                 |
| 2003                       | Natalia Kukulska - Data: 20 października 2003 - Wydawca: Universal Music Polska - Format: CD, kaseta          | 5                 |                            |                 |
| 2005                       | Po tamtej stronie (oraz Anna Jantar) - Data: 12 maja 2005 - Wydawca: Sony BMG - Format: CD                    | 4                 |                            |                 |
| 2007                       | Sexi Flexi - Data: 9 listopada 2007 - Wydawca: Pomaton EMI - Format: CD, digital download                     | 20                | złota płyta                |                 |
| 2010                       | CoMix (oraz Michał Dąbrówka) - Data: 18 maja 2010 - Wydawca: EMI Music Poland - Format: CD, digital download  | 34                |                            |                 |
| 2015                       | Ósmy plan - Data: 23 lutego 2015 - Wydawca: Warner Music Poland - Format: CD, digital download                | 32                |                            |                 |
| 2017                       | Halo tu Ziemia - Data: 29 września 2017 - Wydawca: Agora - Format: CD, digital download                       | 20                |                            |                 |
| 2018                       | Szukaj w snach (oraz Marek Napiórkowski) - Data: 25 maja 2018 - Wydawca: Agora - Format: CD, digital download | –                 |                            |                 |
| 2020                       | Czułe struny - Data: 28 sierpnia 2020 - Wydawca: Agora - Format: CD, digital download                         | 4                 | - ZPAV: 2× platynowa płyta | - POL: 60 000+  |
| 2022                       | MTV Unplugged - Data: 10 maja 2022 - Wydawca: Agora - Format: CD, digital download                            | 34                |                            |                 |
| 2024                       | Dobrostan - Data: 15 listopada 2024 - Wydawca: Agora - Format: CD, digital download, streaming                | 6                 |                            |                 |
| „–” album nie był notowany | |                   |                            |                 |

## Minialbumy
| Rok  | Minialbum                                                                            |
| ---- | ------------------------------------------------------------------------------------ |
| 2021 | Jednogłośna - Data: 24 września 2021 - Wydawca: Agora - Format: CD, digital download |

## Single
| Rok                            | Tytuł                                                                            | Najwyższe pozycje na listach | Najwyższe pozycje na listach | Najwyższe pozycje na listach | Najwyższe pozycje na listach | Najwyższe pozycje na listach | Najwyższe pozycje na listach |
| Rok                            | Tytuł                                                                            | POL (airplay)                | POL (airplay nowości)        | LP3                          | SLiP                         | WiR                          | 30 Ton                       |
| ------------------------------ | -------------------------------------------------------------------------------- | ---------------------------- | ---------------------------- | ---------------------------- | ---------------------------- | ---------------------------- | ---------------------------- |
| 1986                           | „Puszek-okruszek”                                                                | –                            | –                            | –                            | –                            | –                            | –                            |
| 1996                           | „Dłoń”                                                                           | –                            | –                            | –                            | 46                           | 3                            | 15                           |
| 1996                           | „Piosenka światłoczuła”                                                          | –                            | –                            | 32                           | 21                           | –                            | 6                            |
| 1997                           | „Daleki brzeg”                                                                   | –                            | –                            | –                            | 28                           | –                            | –                            |
| 1997                           | „Moja i twoja nadzieja ’97” (oraz Różni Artyści) Cegiełka na rzecz ofiar powodzi | –                            | –                            | 1                            | –                            | –                            | 3                            |
| 1997                           | „Im więcej ciebie tym mniej”                                                     | –                            | –                            | 8                            | 8                            | 1                            | 1                            |
| 1997                           | „W biegu”                                                                        | –                            | –                            | 22                           | 2                            | –                            | 1                            |
| 1997                           | „Samertajm” (oraz Norbi)                                                         | –                            | –                            | 38                           | –                            | –                            | –                            |
| 1997                           | „Ani słowa”                                                                      | –                            | –                            | –                            | –                            | –                            | –                            |
| 1998                           | „Czy ona jest”                                                                   | –                            | –                            | 26                           | 31                           | –                            | 7                            |
| 1998                           | „We’ll Be Together” (oraz R’n’G)                                                 | –                            | –                            | 31                           | –                            | –                            | –                            |
| 1998                           | „Jakbyś chciał mi coś powiedzieć”                                                | –                            | –                            | –                            | –                            | –                            | –                            |
| 1999                           | „Przychodzimy tylko raz”                                                         | –                            | –                            | –                            | 45                           | 5                            | 13                           |
| 1999                           | „Tyle słońca w całym mieście” (oraz Anna Jantar)                                 | –                            | –                            | 19                           | 29                           | 1                            | 2                            |
| 1999                           | „Skończyło się”                                                                  | –                            | –                            | –                            | 46                           | –                            | –                            |
| 1999                           | „Osiem błogosławieństw” (oraz Różni Artyści)                                     | –                            | –                            | 13                           | –                            | –                            | –                            |
| 1999                           | „Zanim wszystko się odwróci”                                                     | –                            | –                            | –                            | 61                           | –                            | –                            |
| 1999                           | „Ale we mnie wszystko twoje”                                                     | –                            | –                            | –                            | –                            | –                            | –                            |
| 2000                           | „Zakochani”                                                                      | –                            | –                            | –                            | 58                           | –                            | 41                           |
| 2000                           | „Z głębi serc”                                                                   | –                            | –                            | –                            | –                            | 1                            | –                            |
| 2001                           | „Niepotrzebny”                                                                   | –                            | –                            | –                            | 64                           | –                            | 2                            |
| 2001                           | „Cicho ciepło”                                                                   | –                            | –                            | –                            | –                            | –                            | 4                            |
| 2001                           | „Jeśli ona”                                                                      | –                            | –                            | –                            | –                            | –                            | 25                           |
| 2002                           | „Wspomnienia są blisko”                                                          | –                            | –                            | –                            | –                            | –                            | –                            |
| 2002                           | „Nikt nie będzie żył za ciebie”                                                  | –                            | –                            | –                            | –                            | 4                            | 15                           |
| 2003                           | „Kamienie” (oraz Tede)                                                           | –                            | –                            | –                            | 49                           | –                            | 19                           |
| 2003                           | „Decymy”                                                                         | –                            | –                            | –                            | –                            | –                            | –                            |
| 2004                           | „I Wanna Know”                                                                   | –                            | –                            | –                            | –                            | –                            | –                            |
| 2007/2008                      | „Sexi Flexi”                                                                     | –                            | –                            | –                            | –                            | –                            | X                            |
| 2007/2008                      | „Pół na pół” (oraz Bartek Królik)                                                | –                            | –                            | –                            | 18                           | –                            | X                            |
| 2007/2008                      | „Fantasies”                                                                      | –                            | –                            | –                            | –                            | –                            | X                            |
| 2010                           | „To jest komiks”                                                                 | –                            | –                            | –                            | 16                           | –                            | X                            |
| 2010                           | „Wierność jest nudna”                                                            | 2                            | 1                            | –                            | 25                           | 1                            | X                            |
| 2011                           | „Wierzę w nas”                                                                   | –                            | –                            | –                            | –                            | 2                            | X                            |
| 2011                           | „Part of It”                                                                     | –                            | –                            | –                            | –                            | –                            | X                            |
| 2014                           | „Pióropusz”                                                                      | –                            | –                            | –                            | –                            | –                            | X                            |
| 2014                           | „Na koniec świata”                                                               | –                            | –                            | –                            | –                            | –                            | X                            |
| 2015                           | „Miau”                                                                           | –                            | –                            | –                            | 46                           | –                            | X                            |
| 2015                           | „My”                                                                             | –                            | –                            | –                            | 38                           | –                            | X                            |
| 2016                           | „Nasz czas”                                                                      | –                            | –                            | –                            | –                            | –                            | X                            |
| 2017                           | „Kobieta”                                                                        | –                            | –                            | –                            | –                            | –                            | X                            |
| 2017                           | „Halo tu Ziemia”                                                                 | –                            | –                            | 44                           | –                            | –                            | X                            |
| 2018                           | „Ostatnia prosta”                                                                | –                            | –                            | –                            | 32                           | –                            | X                            |
| 2018                           | „Szukaj w snach” (oraz Marek Napiórkowski)                                       | –                            | –                            | –                            | –                            | –                            | X                            |
| 2018                           | „Zaśnij grzecznie” (oraz Marek Napiórkowski)                                     | –                            | –                            | –                            | –                            | –                            | X                            |
| 2018                           | „Ty tak pięknie umiesz spać” (oraz Marek Napiórkowski)                           | –                            | –                            | –                            | –                            | –                            | X                            |
| 2019                           | „Rekonstrukcja”                                                                  | –                            | –                            | –                            | –                            | –                            | X                            |
| 2019                           | „Witaj mi”                                                                       | –                            | –                            | –                            | –                            | –                            | X                            |
| 2019                           | „Coraz bliżej Święta”                                                            | –                            | –                            | –                            | –                            | –                            | X                            |
| 2020                           | „Czułe struny [Polonez As-dur]”                                                  | –                            | –                            | –                            | –                            | –                            | X                            |
| 2020                           | „Z wyjątkiem nas [Etiuda E-dur]”                                                 | –                            | –                            | –                            | –                            | –                            | X                            |
| 2020                           | „Zezowate szczęście [Mazurek F-dur]”                                             | –                            | –                            | –                            | –                            | –                            | X                            |
| 2021                           | „Jednogłośna”                                                                    | –                            | –                            | –                            | –                            | –                            | X                            |
| 2021                           | „Pod powieką [Preludium e-moll]” (gościnnie: Kayah)                              | –                            | –                            | –                            | –                            | –                            | X                            |
| 2022                           | „Decymy (MTV Unplugged)”                                                         | –                            | –                            | –                            | –                            | –                            | X                            |
| 2024                           | "Dobrostan"                                                                      | –                            | –                            | –                            | –                            | –                            | X                            |
| 2024                           | "Jenga"                                                                          | –                            | –                            | –                            | –                            | –                            | X                            |
| 2024                           | "Bez kontaktu"                                                                   | –                            | –                            | –                            | –                            | –                            | X                            |
| „—” pozycja nie była notowana. |                                                                                  |                              |                              |                              |                              |                              |                              |

## Występy gościnne
| Rok  | Tytuł                                                                          | Utwór        |
| ---- | ------------------------------------------------------------------------------ | ------------ |
| 1996 | Sweet Noise – Getto - Data: 13 maja 1996 - Wydawca: PolyGram Polska            | - „9/1”      |
| 2008 | Tede – Ścieżka dźwiękowa - Data: 19 czerwca 2008 - Wydawca: Wielkie Joł        | - „Modopolo” |
| 2011 | The Positive – The Positive - Data: 22 lutego 2011 - Wydawca: EMI Music Poland | - „Kochanie” |

## Teledyski
| Tytuł                              | Reżyseria/Scenografia             | Album                             |
| ---------------------------------- | --------------------------------- | --------------------------------- |
| „Dłoń”                             | —                                 | Światło                           |
| „Piosenka światłoczuła”            | —                                 | Światło                           |
| „Daleki brzeg”                     | —                                 | Światło                           |
| „Im więcej ciebie tym mniej”       | —                                 | Puls                              |
| „W biegu”                          | —                                 | Puls                              |
| „Czy ona jest”                     | —                                 | Puls                              |
| „Ani słowa”                        | Bolesław Pawica                   | Ani słowa                         |
| „We’ll Be Together”                | —                                 | Upalne granie bez cienia mówienia |
| „Jesteś blisko mnie”               | —                                 | Razem i osobno                    |
| „Przychodzimy tylko raz”           | —                                 | Autoportret                       |
| „Tyle słońca w całym mieście”      | —                                 | Autoportret                       |
| „Ale we mnie wszystko twoje”       | —                                 | www.megaTOP_1999.pl               |
| „Zakochani”                        | —                                 | Zakochani                         |
| „Niepotrzebny”                     | —                                 | Tobie                             |
| „Cicho ciepło”                     | Mariusz Palej                     | Tobie                             |
| „Jeśli ona”                        | —                                 | Tobie                             |
| „Nikt nie będzie żył za ciebie”    | Anna Maliszewska                  | Natalia Kukulska                  |
| „Kamienie Wielkie Joł Remix”       | —                                 | Natalia Kukulska                  |
| „Kamienie”                         | —                                 | Natalia Kukulska                  |
| „Decymy”                           | Anna Maliszewska Iza Poniatkowska | Natalia Kukulska                  |
| „I Wanna Know”                     | Patrycja Woy Bo Martin            | Natalia Kukulska                  |
| „Po tamtej stronie”                | Tomasz Twardowski                 | Po tamtej stronie                 |
| „Fantasies”                        | Patrycja Woy                      | Sexi Flexi                        |
| „Pół na pół”                       | Patrycja Woy                      | Sexi Flexi                        |
| „Sexi Flexi”                       | Joanna Rechnio                    | Sexi Flexi                        |
| „To jest komiks”                   | Bartek Prokopowicz                | CoMix                             |
| „Wierzę w nas”                     | Bartek Prokopowicz                | CoMix                             |
| „Part of It”                       | —                                 | CoMix                             |
| „Wierność jest nudna”              | Piotr Wereśniak Jakub Skoczeń     | Och Karol 2 (ścieżka dźwiękowa)   |
| „Pióropusz”                        | Marek Skrobecki Agata Materowicz  | Ósmy plan                         |
| „Na koniec świata”                 | Patrycja Woy-Wojciechowska        | Ósmy plan                         |
| „Miau”                             | Arek Nowakowski Paulina Płachecka | Ósmy plan                         |
| „Nasz czas”                        | Disney Poland                     | Elena z Avaloru                   |
| „Kobieta”                          | Adam Romanowski                   | Halo tu Ziemia                    |
| „Halo tu Ziemia”                   | Adam Romanowski Ewa Radzewicz     | Halo tu Ziemia                    |
| „Ostatnia prosta”                  | Adam Romanowski Natalia Kukulska  | Halo tu Ziemia                    |
| „Rekonstrukcja”                    | Patrycja Woy Marek Kremer         | Halo tu Ziemia                    |
| „Coraz bliżej Święta”              | Martyna Iwańska                   | —                                 |
| „Czułe struny [Polonez As-dur]”    | Marcin Kopiec                     | Czułe struny                      |
| „Z wyjątkiem nas [Etiuda E-dur]”   | Olga Czyżkiewicz                  | Czułe struny                      |
| „Zezowate szczęście Mazurek F-dur” | Marcin Kopiec                     | Czułe struny                      |
| „Jednogłośna”                      | MortVideo                         | Jednogłośna                       |